# Eraulo
Eraulo (Eraulu) ist ein osttimoresischer Suco im Verwaltungsamt Letefoho (Gemeinde Ermera). Der Name stammt aus dem Mambai. „Era“ bedeutet „Wasser“ und „ulu“ Mitte des Ufers.

## Geographie

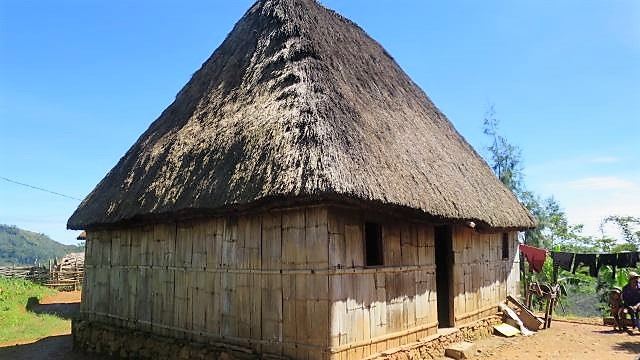
Hütte in Eraulo

Der Suco liegt im Norden des Verwaltungsamts Letefoho. Südlich liegen die Sucos Goulolo und Ducurai. Im Nordwesten grenzt Eraulo an das Verwaltungsamt Ermera mit seinen Sucos Estado, Humboe und Lauala und im Nordosten zum zur Gemeinde Aileu gehörenden Verwaltungsamt Aileu mit seinen Sucos Hoholau und Liurai. Im Norden liegt an der Grenze der verhältnismäßig große See Lehumo und in der Nähe dazu Foho Olopana, der mit 1791 m höchste Berg der Aileu-Kette. Beim Dorf Olopana im Süden entspringt der Fluss Gleno, ein Nebenfluss des Lóis, der nach Norden der Ostgrenze Eraulos folgt. Noch ein Stück weiter südlich befindet sich das Dorf Saharaitaurema. Im Zentrum des Sucos liegt der Ort Lequi Sala (Lequisala, Likisala) und weiter nördlich am Gleno die Dörfer Manama und Madede. Entlang der Grenze zu Estado führt die Überlandstraße von der Stadt Gleno zum Ort Letefoho. An ihr liegen die Dörfer Darudu (Darudo), Kaibui und Raicala. Grundschulen gibt es in Darudu, Olopana und Lequi Sala.
Vor der Gebietsreform 2015 hatte Eraulo eine Fläche von 15,69 km². Dann wurden Gebiete von Goulolo und entlang der Grenze zu Ducurai zu Eraulo geschlagen. Nun sind es 30,55 km².
Im Suco befinden sich die sechs Aldeias Darudu, Goulala, Lequi Sala, Madede, Olopana und Taurema.

## Einwohner

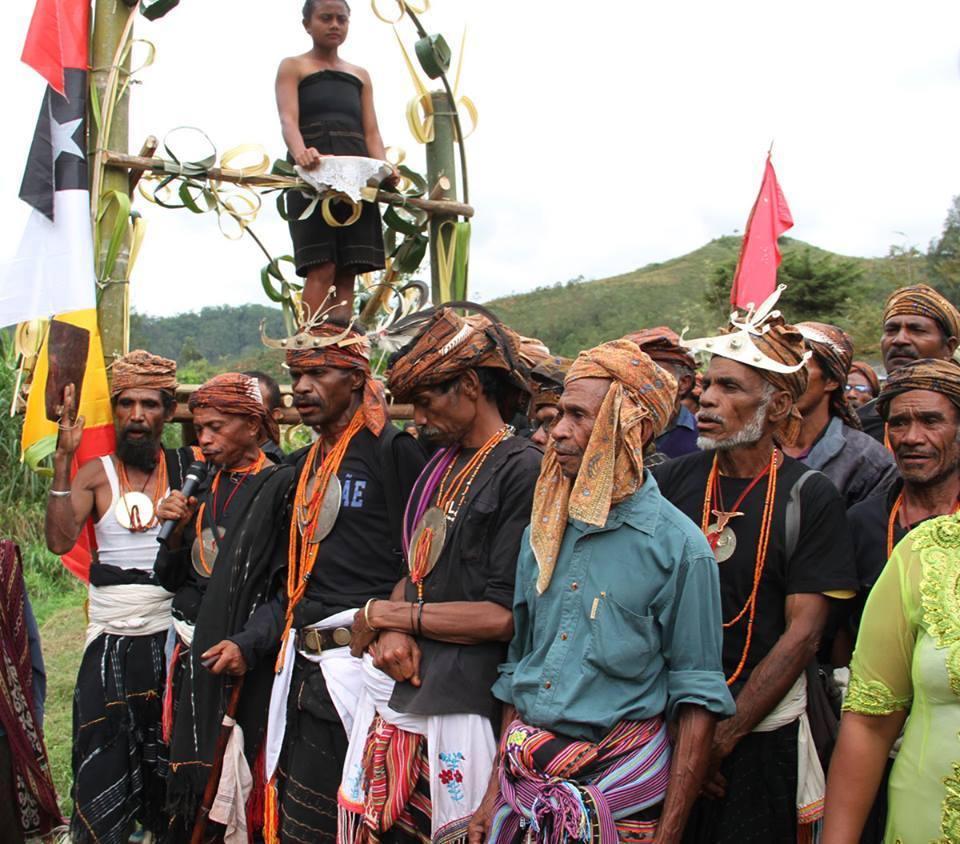
Festlichkeiten in Eraulo (2016)

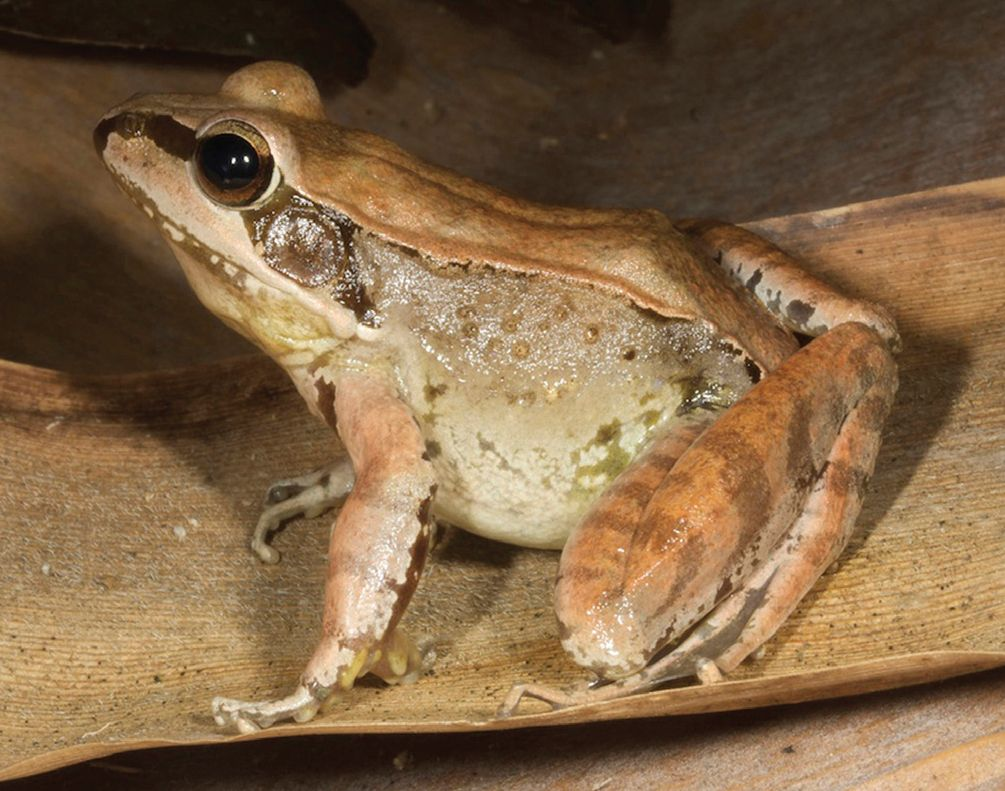
Timorfrosch (Limnonectes timorensis) in Eraulo

Im Suco leben 1.792 Einwohner (2022), davon sind 934 Männer und 858 Frauen. Im Suco gibt es 381 Haushalte. Über 77 % der Einwohner geben Mambai als ihre Muttersprache an. Fast 21 % sprechen Tetum Prasa und eine kleine Minderheit Bunak.

## Politik
Bei den Wahlen von 2004/2005 wurde Abel Afonso zum Chefe de Suco gewählt. Bei den Wahlen 2009 gewann Laurindo Soares und 2016 Domingos Madeira.